# A White Lie (film 1912 Ince)
A White Lie è un cortometraggio muto del 1912 diretto da Thomas H. Ince.

## Produzione
Il film fu prodotto dalla 101-Bison e dalla New York Motion Picture.

## Distribuzione
Distribuito dalla Film Supply Company, uscì nelle sale cinematografiche statunitensi il 30 agosto 1912.